# 트래비스 다노
트래비스 이매뉴얼 다노(영어: Travis Emmanuel d'Arnaud, 1989년 2월 10일 ~ )는 미국의 야구 선수로, 메이저 리그에 소속되어 있는 애틀랜타 브레이브스의 포수이다.